# エリック・ジョンソン
エリック・ジョンソン（Eric Johnson、1954年8月17日 - ）は、アメリカテキサス州オースティン出身のギタリスト、作曲家、音楽家。

## 略歴
11歳の頃からギターを始め、1969年にサイケデリック・ロックバンドMarianiに加入。シングル"Re-birth Day"でデビュー。アルバムレコーディングを行うも当時未発表のままバンドは自然消滅する。
1974年に、スタジオ・ミュージシャンとしての活動を開始する。同年にエレクトロマグネッツを結成、1枚のアルバムを発表後、しばらくスタジオ・ミュージシャンとしての活動が続く。1970年代後半から1980年代前半には、キャット・スティーヴンス、クリストファー・クロス、キャロル・キング等のレコーディングに参加しており、1984年、クロスの推薦によりソロ名義でのレコーディング契約を得た。
1986年の4月に、初のソロ・アルバム『Tones』をリリース。収録曲「Zap」は第29回グラミー賞で最優秀ロック・インストゥルメンタル・パフォーマンス賞にノミネートされ、自身初のグラミー賞ノミネートを果たした。
1990年の2月に、2作目のアルバム『Ah Via Musicom』をリリースする。同作は第33回グラミー賞で最優秀ロック・インストゥルメンタル・パフォーマンス賞にノミネートされ、収録曲「Cliffs of Dover」は第34回グラミー賞で最優秀ロック・インストゥルメンタル・パフォーマンス賞を受賞して、初のグラミー受賞を果たした。
1996年には、3作目のアルバム『Venus Isle』をリリース。収録曲「Pavillion」は第39回グラミー賞で最優秀ロック・インストゥルメンタル・パフォーマンス賞にノミネートされ、また、「S.R.V.」は同郷のブルース・ギタリスト、スティーヴィー・レイ・ヴォーンを追悼した曲で（「S.R.V.」とは、レイ・ヴォーンのイニシャル）、この曲は第40回グラミー賞で最優秀ロック・インストゥルメンタル・パフォーマンス賞にノミネートされた。また、1996年10月から11月にはジョー・サトリアーニ率いるG3のツアーに参加し、その時のライブの様子は、1997年にライブ・アルバム、ライブ・ビデオとしてリリースされている。
1998年には、76～78年に録音され、未発表だった『Seven Worlds』をリリース。本来は、ファースト・アルバムとなる予定の作品だったが、斬新すぎる音楽アプローチが仇となり、当時の権利元が発売を却下。20年後、ARK21から改めてリリースされる。本作では、『Tones』にも収録されている「Emerald Eyes」「Zap」のオリジナル･テイクが聴ける。
2002年には、4作目のアルバム『Souvenir』をリリース。このアルバムは、本人の公式サイトからのみ通信販売されていたが、2016年には日本のキングレコードから一般流通盤が発売された。
2005年に、5作目のアルバム『Bloom』をリリース。第48回グラミー賞で最優秀ポップ・インストゥルメンタル・アルバム賞にノミネートされた。

## 音楽性
- ロックやジャズ、ブルースといった音楽を取り込み、それを消化した独特の曲調、プレイが大きな特徴。グラミー賞を受賞した「Cliffs of Dover」などに代表されるように、美しいコード進行とメロディーの曲が多い。
- 1970年代頃から現在のスタイルを確立し、当時はまだ一般的でなかった速弾きなども、当時のアルバム（『Seven Worlds』など）で聴くことができる。
- トーンに凄まじいまでのこだわりを見せる。実際にそのトーンに対する評価は、歪ませた音でもクリーントーンでも高く、彼の音色をお手本としているギタリストも多い。過去のギター雑誌等でのインタビューでも細部の細部にまで至るこだわりについて述べている。曰く、「エフェクターは（ACアダプタでなく）電池駆動、その電池もメーカーはデュラセルのものに限る（メーカーごとの違いを聞分けられるらしい）」「エフェクターも電気が流れている以上、電波が出てるからボードの上での置く位置にも気を付けないといけない（各エフェクトごとに固有の電界があるため、相互干渉で音が変わらないようにすると言う意味）」「ライブで機材を組み立てる時に最初にすることは、エフェクターを乗せるベニヤ板を、どっちを表にするか裏にするかだ。それによって音色が変わってくるんだよ」とのこと。
- メイン・ギターは、フェンダーのストラトキャスターで、他にはギブソンのES-335、SG、レスポールなどを使うこともある。2005年には、フェンダーから自身のシグネイチャー・モデルが発売された。日本でも販売されている。2009年のNAMMショーで、ローズウッドネックヴァージョンのシグネイチャーモデルが発表された。このモデルには、ネックにバインディングが施され、ピックアップにも改造が加えられている（ネックのバインディングは、元々65年モデルなどの仕様にあったらしい）。
- チューニングの際には、通常の6弦から1弦へと順にチューニングしていくやり方ではなく、3弦、2弦、1弦、4弦、5弦、6弦の順に弦の中央側から外側に向かって広がっていくようにチューニングをする。この様子は自身の教則ビデオで確認することができる。
- ソロの他にもALIEN LOVE CHILD、ELECTROMAGNETS等のバンドでの音源も発表している。ALEAN LOVE CHILDのライブ･アルバム『Live And Beyond』では、収録曲「Rain」がグラミー賞にノミネートされている（作曲は、同バンドのベーシスト、クリス･マレシュ）。
- エフェクトボードのセッティングは、スイッチングにより、クランチはキース・リチャーズ風、クリーンはウェス・モンゴメリー、リードはエリック・クラプトン風とジミ・ヘンドリックス風の2種類のファズトーンといった、エリックが追求する理想の音像が再現出来るように工夫されている。

## ディスコグラフィ

### リーダー・アルバム

#### スタジオ・アルバム
- Tones（1986年）
- 『未来への扉』 - Ah Via Musicom（1990年）
- 『ヴィーナス・アイル』Venus Isle（1996年）
- 『セヴン・ワールド』 - Seven Worlds（1998年） ※1978年にリリース予定だったが当時は未発表となった
- 『スーヴェニール』 - Souvenir（2002年）
- 『ブルーム』 - Bloom（2005年）
- 『アップ・クロース』 - Up Close（2010年）
- 『エクレクティック』 - Eclectic（2014年） ※マイク・スターンとの連名
- 『EJ』 - EJ（2016年）
- 『コラージュ』 - Collage（2017年）
- EJ Vol II（2020年）

#### ライブ・アルバム
- 『G3ライヴ』 - G3 - Live in Concert（1997年） ※ジョー・サトリアーニ、スティーヴ・ヴァイとの連名
- Live from Austin, TX（2005年）
- Live From Austin TX '84（2010年）
- 『ヨーロッパ・ライヴ』 - Europe Live（2014年）

### エレクトロマグネッツ
- 『エレクトロマグネッツ』 - Electromagnets（1975年）
- Electromagnets II（2005年） ※1975年12月録音

### エイリアン・ラヴ・チャイルド
- 『ライヴ・アンド・ビヨンド』- Live and Beyond（2000年）

## 使用機材
(公式サイトより)

- 音色１

Vox Cry Baby (Late 60's)

↓

BK Butler Tube Driver (Mid 80's)

↓

Echoplex (Mid '70's)

↓

into a '68 Marshall 100 Watt Head （with a 4X12 Marshall Cabinet (Late '60's)）

- 音色２

Electro-Harmonix Memory Man

↓

Boss DD2 Digital Delay

↓

T.C. Electronics Stereo Chorus

↓

Fender Twin or Deluxe Reverbs （with JBL Speakers）

- 音色３

Pete Cornish SS3 or Ibanez TS808 Tube Screamer

↓

Dallas Arbiter or Dunlop Signature Fuzz Face

↓

MXR Flanger Doubler

↓

MXR 1500 or 1000 Digital Delay

↓

into a '68 50 Watt Marshall Head or a Dumble or Fulton-Webb Head with a 4X12 Marshall Cabinet (Late '60's)